# Cynoglossus maculipinnis
Cynoglossus maculipinnis es una especie de pez de la familia Cynoglossidae en el orden de los Pleuronectiformes.

## Distribución geográfica
Se encuentran desde las  costas del oeste de Australia ta Queensland y Papúa Nueva Guinea.